# Lymanbensonia micrantha
Lymanbensonia micrantha ist eine Pflanzenart aus der Gattung Lymanbensonia in der Familie der Kakteengewächse (Cactaceae). Das Artepitheton micrantha leitet sich von den griechischen Worten mikros für ‚klein‘ sowie anthos für ‚Blüte‘ ab.

## Beschreibung
Lymanbensonia micrantha wächst lithophytisch und strauchig mit zunächst aufrechten, später ausgespreizten bis hängenden, reich verzweigten, bis 1 Meter und mehr langen Trieben. Die zwei- bis dreikantigen Triebsegmente sind an ihren Rändern gelappt. Sie sind bis zu 20 Zentimeter lang und weisen Durchmesser von 1,5 bis 2 Zentimeter auf. Die in den Einkerbungen sitzenden, nicht tief eingesenkten Areolen sind mit dichter gelblicher Wolle besetzt. Von den aus ihnen entspringenden bis zu sechs Dornen sind einige verdreht und abgeflacht.
Die breit röhrenförmigen, purpurfarbenen Blüten erscheinen an den Spitzen älterer Triebe und öffnen sich nur teilweise. Ihre gut ausgeprägte Blütenröhre ist bis zu 1,2 Zentimeter lang. Ihr Perikarpell ist mit Wolle und einigen Borsten besetzt. Die kugelförmigen oder länglichen, etwas geflügelten, roten Früchte sind mit etwas Wolle und wenigen Dornen besetzt.

## Ökologie
Die Blüten werden durch Kolibris bestäubt.

## Verbreitung, Systematik und Gefährdung
Lymanbensonia micrantha ist in der peruanischen Region Puno in Höhenlagen von 2000 bis 2500 Metern verbreitet.
Die Erstbeschreibung als Cereus micranthus erfolgte 1913 durch Friedrich Karl Johann Vaupel. Myron William Kimnach stellte die Art 1984 in die von ihm neu aufgestellte Gattung Lymanbensonia. Weitere nomenklatorische Synonyme sind Acanthorhipsalis micrantha (Vaupel) Britton & Rose (1923), Lepismium micranthum (Vaupel) Barthlott (1987) und Pfeiffera micrantha (Vaupel) P.V.Heath (1994).
In der Roten Liste gefährdeter Arten der IUCN wird die Art als „Endangered (EN)“, d. h. als stark gefährdet geführt.

## Nachweise